# Anisodes patruelis
Anisodes patruelis là một loài bướm đêm trong họ Geometridae.